# Abell 653
Abell 653 è un ammasso di galassie situato prospetticamente nella costellazione del Cane Minore alla distanza di oltre un miliardo di anni luce dalla Terra (light travel time). È inserito nell'omonimo catalogo compilato da George Abell nel 1958.
LEDA 152248, SDSS J082139.51+011538.5 e 2MASX J08215065+0111495 sono le galassie più luminose dell'ammasso.